# لوئیز ماریو میراندا دا سیلوا
لوئیز ماریو میراندا دا سیلوا (به پرتغالی: Luís Mário Miranda da Silva) مهاجم اهل برزیل است که در شهر Vigia، پارا و در تاریخ ۱ نوامبر ۱۹۷۶ به دنیا آمده‌است.
لوئیز ماریو میراندا دا سیلوا در تیم‌های فوتبال Remo سابقهٔ حضور دارد.